# Nové Sady (Nitra)
Nové Sady es un municipio del distrito de Nitra en la región de Nitra, Eslovaquia, con una población estimada a final del año 2024 de 1312 habitantes.
Se encuentra ubicado en el centro-oeste de la región, en el valle del río Nitra (cuenca hidrográfica del Danubio) y cerca de la frontera con la región de Trnava.

## Demografía
| Año        | 1994 | 2004     | 2014    | 2024    |
| ---------- | ---- | -------- | ------- | ------- |
| Población  | 1992 | 1273     | 1294    | 1312    |
| Diferencia |      | −36,09 % | +1,64 % | +1,39 % |

| Año        | 2023 | 2024    |
| ---------- | ---- | ------- |
| Población  | 1317 | 1312    |
| Diferencia |      | −0,37 % |